# Carter Braxton
George Wythe (King and Queen Court House, 10 de septiembre de 1736 - Richmond (Virginia), 10 de octubre de 1797), comerciante propietario de una plantación y político de Virginia. Hijo de Mary Carter Braxton y George Braxon Jr. era sobrino de Landon Carter y nieto de Robert Carter I. Reconocido por ser uno de los signatarios de la Declaración de Independencia de los Estados Unidos y por haber estado activo en la legislatura de Virginia durante más de veinticinco años.